# 上田交通7200系電車
上田交通7200系電車（うえだこうつう7200けいでんしゃ）は、上田交通（2005年以降は上田電鉄）で使用されていた通勤形電車である。

## 概要
老朽化した5000系（元東京急行電鉄（東急）5000系）と5200系（元東京急行電鉄（東急）5200系）を置き換えるため、5000系・5200系の場合と同様に親会社である東急から7200系を1993年（平成5年）に譲り受けたもので、モハ7251-クハ7551~モハ7255-クハ7555の10両が譲渡された。全車東急在籍当時に冷房改造を施工しており、本系列は上田交通初の冷房車であった。これにより、長野県下の私鉄では初めて冷房化率100%を達成した。

## 構造

### 改造
入線に際しての改造は東急長津田車両工場で施工され、内容は暖房能力強化と車両番号の改番が行われた程度の軽微なものである。なお、クハ7551は東急在籍当時、電動方向幕を装備していたが、側面のものは撤去し、正面のものも手動に復元した上で入線している。外装は東急時代の正面赤帯に代わり、緑の濃淡の帯が正面貫通扉部と連結面を除く車体全周に巻かれた。デザイン案は8候補あった。
東急7200系は東洋電機製造製の電装品を装備する車両と日立製作所製の電装品を装備する車両が存在するが、上田交通へ譲渡された車両はモハ（制御電動車）全車とクハ（制御車）4両の計9両が東洋製、クハ1両（クハ7554）のみが日立製である。

## 沿革

### 運行開始とワンマン化
7200系は1993年5月28日に運用を開始し、5000系と5200系を全て置き換え別所線の近代化に貢献した。なお、東急時代に常用していた回生制動は同線の変電所が回生制動に対応していないため使用を停止し、空気ブレーキのみを使用している。
その後、1997年（平成9年）に別所線におけるワンマン運転開始に伴い、全編成に対して対応工事を施工し、車内に運賃箱・整理券発行機が、運転台にはワンマン運転用の装備がそれぞれ追加され、運転室と客室の間の仕切り扉がスライド式に交換された。

### 上田電鉄の発足と外観の変化
| まるまどりーむ号 |  | 車内 |
| まるまどりーむ号 |  | 車内 |

上田電鉄発足直前の2005年（平成17年）1月、地域活性化事業「別所線丸窓特別電車再現」により7253編成(モハ7253＋クハ7553)がモハ5250形「丸窓電車」のイメージを再現したラッピング車両に改装され、「まるまど号」と称し、ヘッドマークを掲出して運行を開始した。同年4月、愛称が変わり「まるまどりーむ号」（まるまどりーむ号Mimaki）と命名された。車内はカッティングシートによる木目調に改装され、一部の側窓をシールで楕円窓状に装飾し、車体色を5000系導入以前の標準塗装であったクリーム色と紺色のツートンカラーに変更したほか、中吊りには「丸窓電車」の現役時代の写真が展示されている。当初は土・日曜日の限定運用であったが、同年10月の上田電鉄発足を期に7255編成も同様に改装され、「まるまどりーむ号」は2編成となったことで限定運用は解除された。

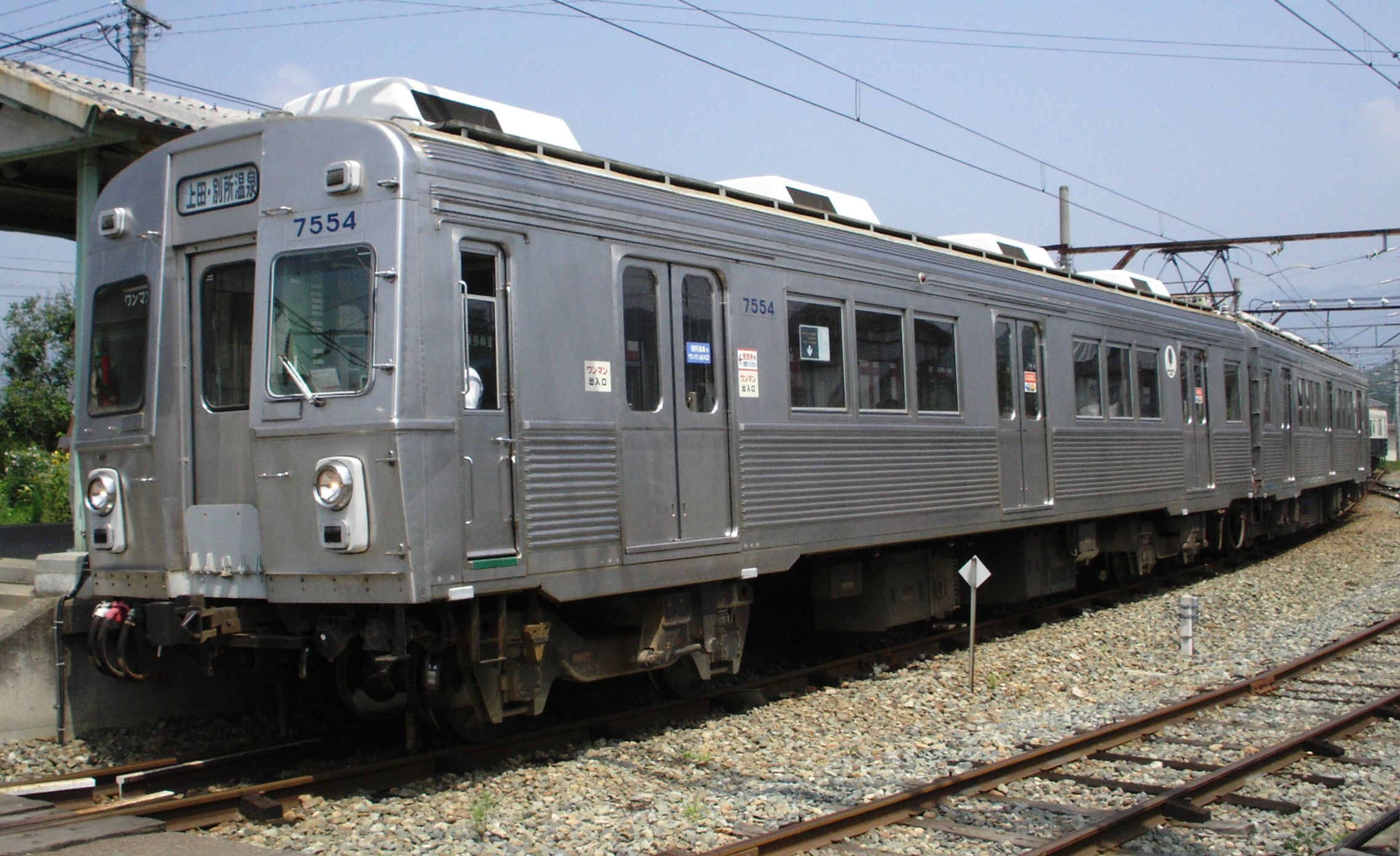
東急時代初期と同じ帯無し仕様となった7254編成

また、7254編成は帯を撤去し東急在籍当時と同様の姿となった。当初は1ヶ月間の期間限定の予定であったが、好評のため同編成の運用離脱までそのままの姿で運用された。残る7251・7252編成は帯色をクリーム色と紺色に変更され、この結果本系列は「まるまどりーむ号」仕様、東急在籍当時の姿、上田電鉄標準仕様の3種類の姿を持つこととなった。

### 新型車導入に伴う廃車

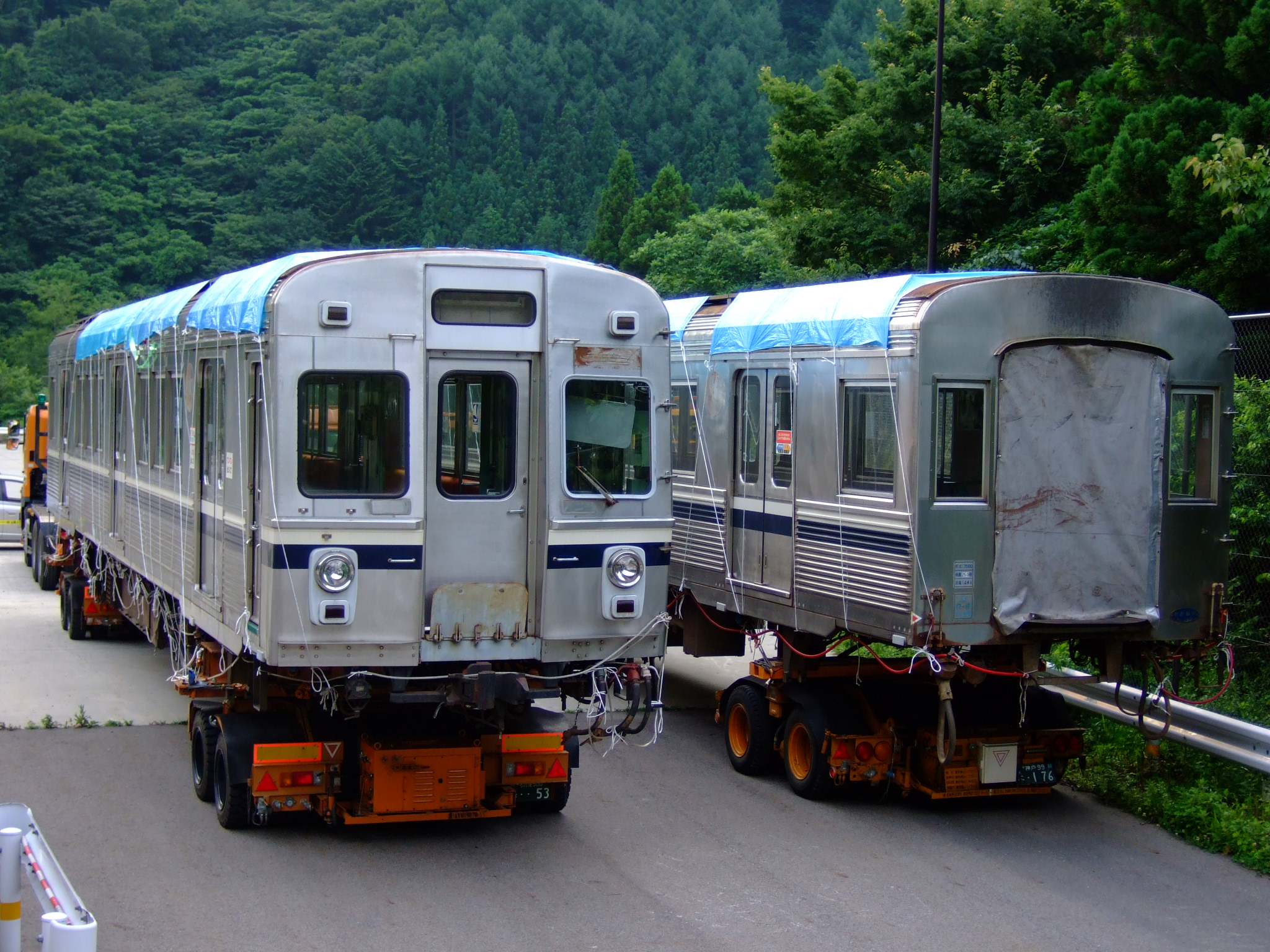
譲渡のため陸送される7251編成

2008年（平成20年）より元東急1000系4編成が導入され、本系列3編成が代替廃車された。
同年3月15日のダイヤ改正後にクハ7550の台車が未更新の7251編成が運用を離脱し、同じく元東急7200系を使用している豊橋鉄道へ譲渡されて1800系モ1860-ク2810となった。その後、7252編成と7254編成についても同年10月頃に運用を離脱し、モハ7252・7254の2両は東急車輛製造（現・総合車両製作所）へ譲渡され、横浜事業所で構内用牽引車として使用されている。7252編成と7254編成のクハは東急車両製造には譲渡されずに下之郷車庫に留置されたのちに解体された。
2009年（平成21年）12月以降は7253・7255編成の2編成4両が在籍していた。前述のようにいずれも「まるまどりーむ号」仕様である。この内7253編成(まるまどりーむ号Mimaki)については2014年9月27日をもって運用を離脱。廃車となり、同年12月に中塩田駅構内にて解体された。台車は現在も保管されている。警笛部品の調子が良くなかった6000系さなだどりーむ号には、7253編成から外された警笛部品が取り付けされた。

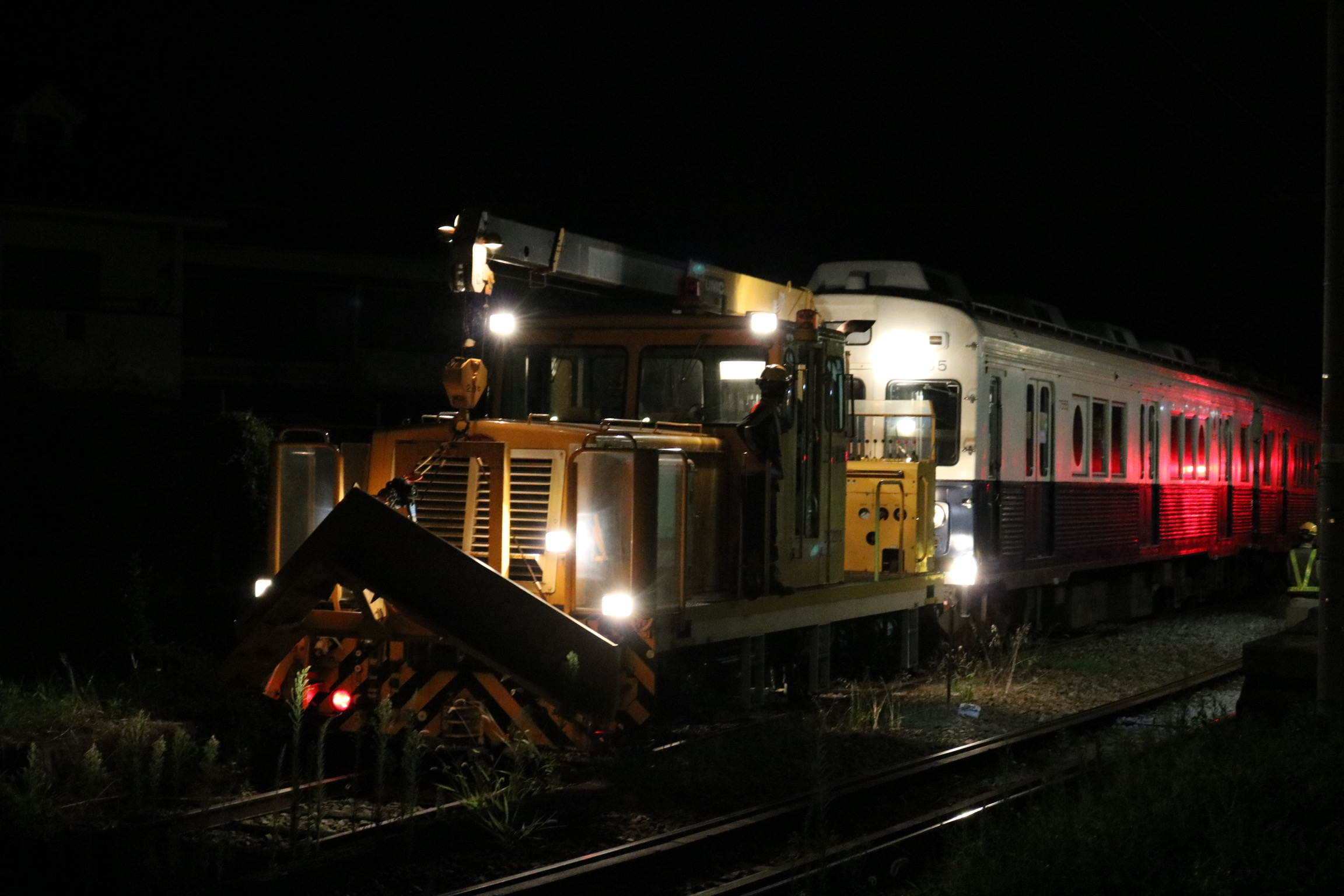
陸送のためモーターカー牽引により中塩田駅に移動する7255編成

最後に残された7255編成も2018年（平成30年）5月12日をもって退役。 同編成廃車をもって7200系はすべて引退となることから、2018年に入り引退記念グッズが多数販売された。同月21日、28日には下之郷駅構内の下之郷車庫にて「7200系さよならイベント」が開催された。5月12日、さよなら運転（2運行にて運用）を行った。最後の運用の後程なくして7255編成は廃車となり、7200系は形式消滅となった。

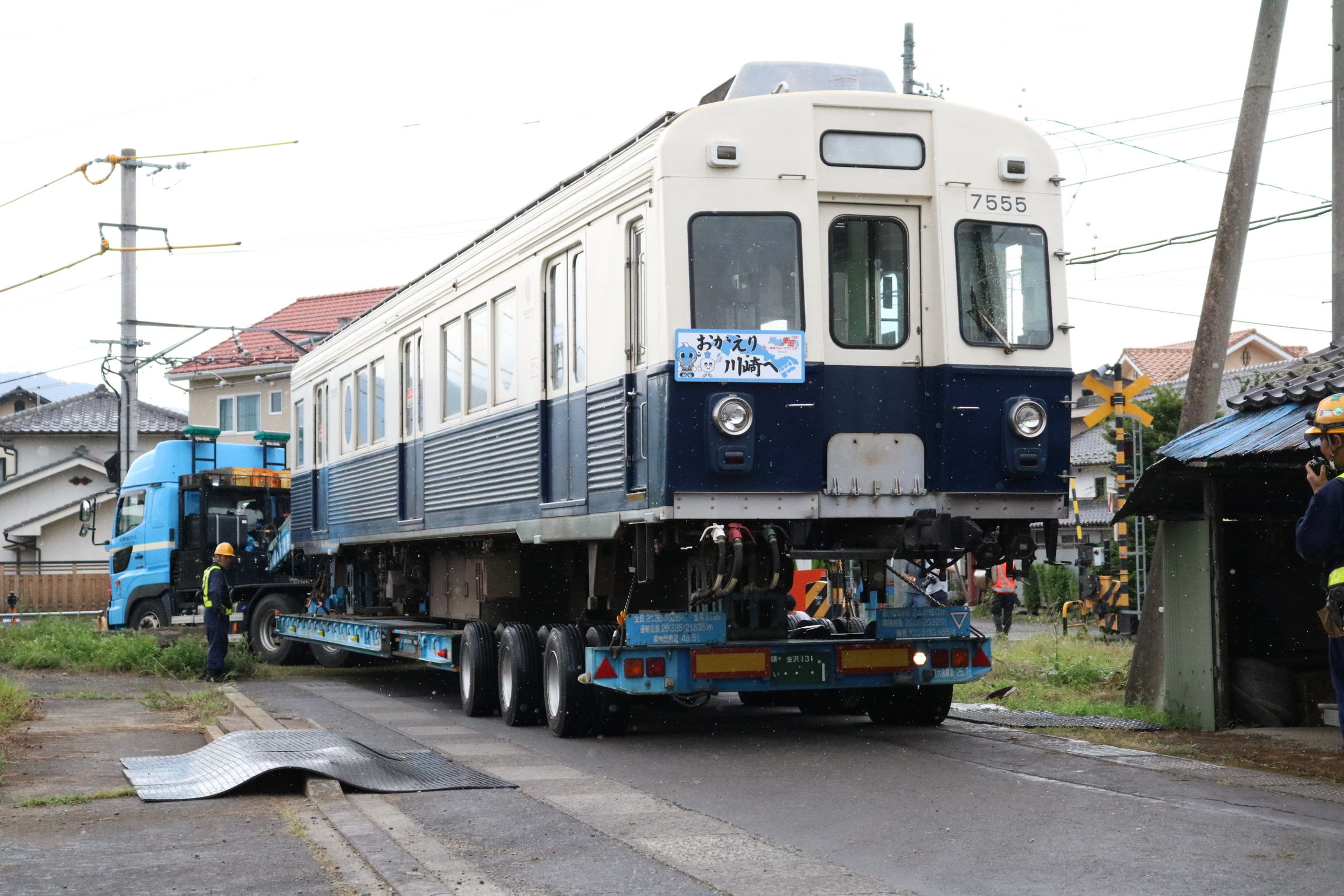
川崎への陸送のためトレーラーに積載されたクハ7555

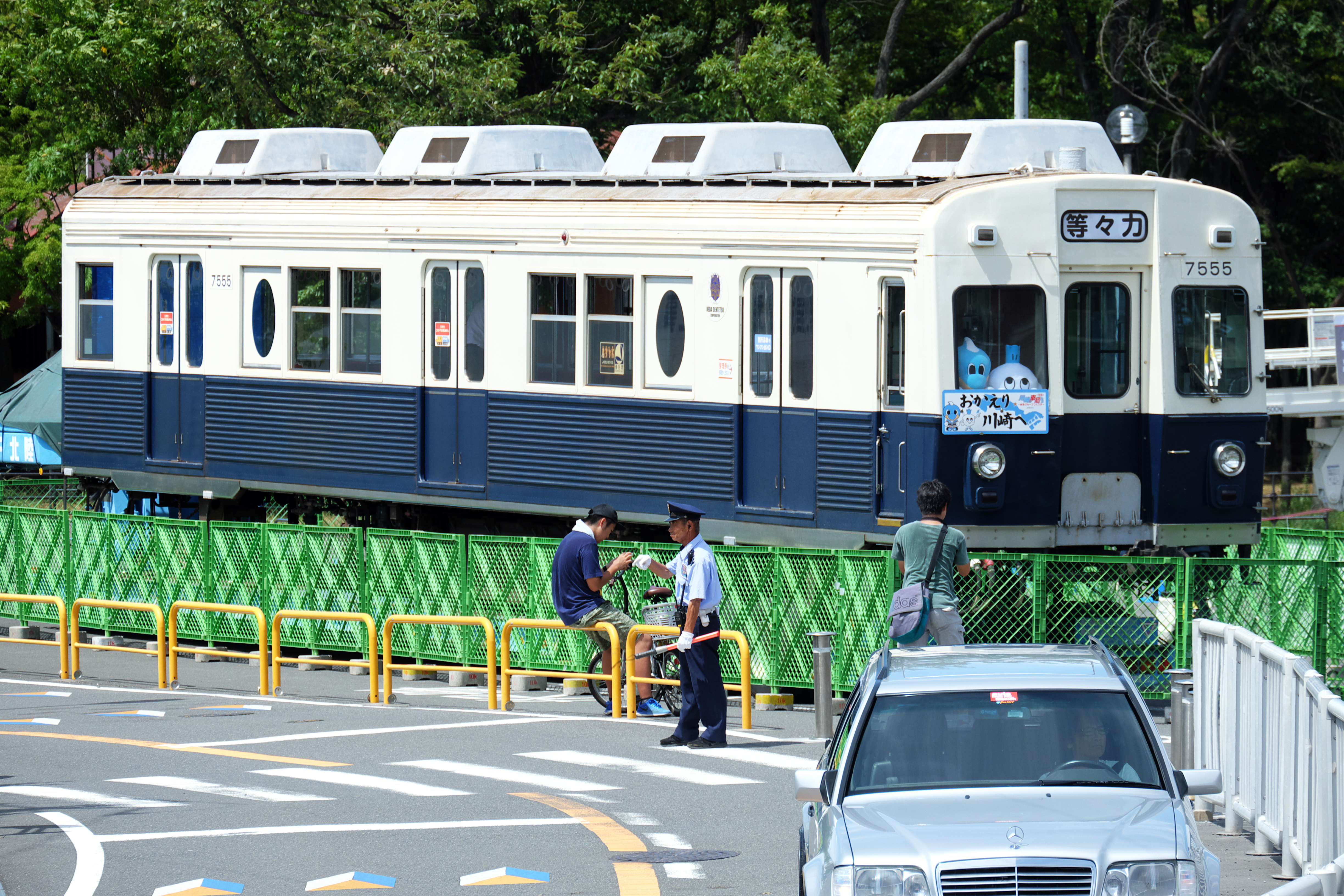
Jリーグ川崎フロンターレの企画として、等々力陸上競技場前で展示されたクハ7555

その後、クハ7555は神奈川県川崎市の等々力陸上競技場で2018年8月15日に開催されるJリーグ川崎フロンターレ対サガン鳥栖戦の前に行われるイベント「川崎の車窓から〜東急グループフェスタ〜」にて車両を展示する為、中塩田駅構内の側線からトレーラーで搬出され、等々力陸上競技場へ陸送。モハ7255は主電動機・コンプレッサーなど床下機器を豊橋鉄道に予備部品として譲渡した後、最終的に2両とも千葉県市原市内の私有地に静態保存された。

## 車歴
| 車番              | 竣工年月             | 東急時代の旧番（デハ） | 製造年月（デハ）      | 東急時代の旧番（クハ） | 製造年月（クハ）       | 備考                                                                            |
| モハ7251-クハ7551 | 1993年（平成5年）5月 | デハ7257               | 1968年（昭和43年）3月 | クハ7551（7505）       | 1967年（昭和42年）3月  | 2両とも2008年に豊橋鉄道へ移籍                                                   |
| モハ7252-クハ7552 | 1993年（平成5年）5月 | デハ7252（7206）       | 1967年（昭和42年）3月 | クハ7557               | 1968年（昭和43年）3月  | モハ7252は東急車輛製造へ譲渡 クハ7552は解体                                     |
| モハ7253-クハ7553 | 1993年（平成5年）5月 | デハ7253（7207）       | 1967年（昭和42年）9月 | クハ7553（7507）       | 1967年（昭和42年）9月  | まるまどりーむ号Mimaki 2両とも2014年に解体                                      |
| モハ7254-クハ7554 | 1993年（平成5年）5月 | デハ7254（7208）       | 1967年（昭和42年）9月 | クハ7511（2代）        | 1968年（昭和43年）11月 | モハ7254は東急車輛製造へ譲渡 クハ7554は解体                                     |
| モハ7255-クハ7555 | 1993年（平成5年）5月 | デハ7258               | 1968年（昭和43年）3月 | クハ7558               | 1968年（昭和43年）8月  | まるまどりーむ号 2両とも千葉県市原市内で静態保存 一部の床下機器は豊橋鉄道に譲渡 |

※東急時代の旧番のカッコ内は新製時のもの（すべて初代）

## その他
上田市の別所線存続プロジェクトチーム「アイプロジェクト」のキャラクター「れーぼーくん、どりーむくん、ダイヤくん、しいちゃん」は本系列がモデルになっている。「れーぼーくん」が上田交通時代の塗装、「ドリームくん」が「まるまどりーむ号」（7253・7255編成）、「ダイヤくん」が7254編成、「しいちゃん」が上田電鉄標準塗装（7251・7252編成）である。
2009年（平成21年）8月公開の映画『サマーウォーズ』の劇中に登場する列車はまるまどりーむ号がモデルとなっている。
クハ7551は廃車時は他の車両と台車が異なっていた。軌条塗油装置が搭載されていた。
クハ7553は、運転台側に台車更新後も軌条塗油装置を搭載していたが2011年2月頃に油噴口が撤去された。車内の塗油装置点検蓋はそのままになっていた。